# Maurice Vautier
Maurice Constant Vautier (né le 23 mai 1901 à Elbeuf et mort le 15 octobre 1979 à Saint-Aubin-sur-Gaillon) est un athlète français, spécialiste du saut à la perche. Entre 1922 et 1927, il remporte 7 médailles, dont 6 titres, aux championnats de France d'athlétisme. Il représente la France aux Jeux olympiques de 1924. En 1926, il s'empare du record de France du saut à la perche en franchissant 3,81 m.

## Biographie

### Origines
Maurice Vautier naît le 23 mai 1901. Il est le fils de Robert Remy Vautier et d'Albertine Juliette Demaré. Domicilié à Elbeuf, il exerce l'activité de menuisier.

### Carrière sportive
Maurice Vautier remporte son premier titre de champion de France en 1922, en franchissant la barre de 3,29 m. Cette victoire lui ouvre les portes de l'équipe de France et il porte le maillot bleu lors d'un match contre la Suisse à Genève où il termine 2e en franchissant 3,50 m. L'année suivante, en juin, il remporte le concours de saut à la perche du match France - Belgique avec 3,70 m. À la mi-juillet, il décroche son deuxième titre national avec 3,52 m. Deux semaines plus tard, il est annoncé qu'il franchit 3,82 m à Elbeuf, battant ainsi le record de France du saut à la perche détenu depuis 1905 par Fernand Gonder. Ce record ne sera finalement pas homologué par la Fédération française d'athlétisme. Le 8 septembre, il termine second lors du concours du match France - Suède, en franchissant 3,70 m. Il assure ensuite une troisième place lors du match Finlande - France se déroulant à Helsinki.

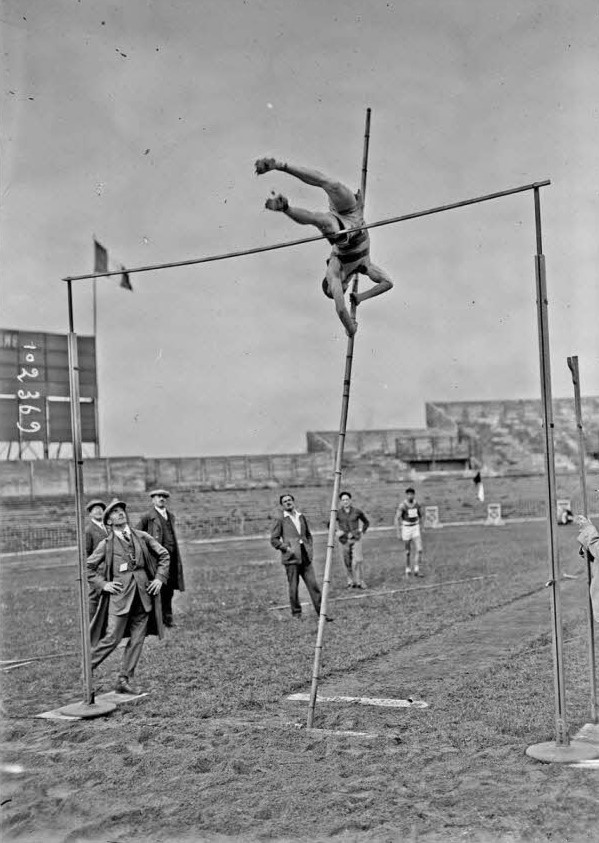
Un saut de Maurice Vautier aux championnats de France 1925

Il entame sa saison 1924 en remportant le concours de préparation olympique, conjointement avec Robert Duthil, en franchissant 3,60 m. Lors des championnats de France, il remporte la médaille d'or en effaçant 3,70 m, après un barrage contre le bordelais Paul Dufauret. Les performances de Vautier lui permettent d'accéder à la sélection olympique. Il est d'ailleurs désigné par la presse française comme un outsider potentiel à la victoire finale du concours du saut à la perche des Jeux. Il termine finalement 8e de ces Jeux avec 3,55 m, échouant par trois fois à franchir la barre de 3,66 m, qualificative pour la finale. Le titre olympique sera remporté par Lee Barnes qui franchira 3,95 m.
En 1925, il franchit 3,60 m aux championnats de France pour remporter son 4e titre consécutif. En juin, il remporte également le match France - Belgique, surclassant les perchistes belges avec 3,50 m. L'année suivante, Vautier réalise sa meilleure saison athlétique. Il bat ainsi successivement tous ses rivaux français à commencer par Robert Vintousky. Outre un nouveau titre de champion de France remporté devant Pierre Ramadier, il bat le record de France du saut à la perche le 27 juin à Roubaix en franchissant 3,81 m, effaçant les 3,77 m établis par Vintousky une semaine plus tôt,. En septembre, il termine second du concours du match France - Suède avec 3,70 m.
En 1927, il remporte son dernier titre de champion de France en s'imposant avec 3,65 m devant Marcel Muzard. Il termine second du concours du match France - Allemagne avec 3,60 m. L'année 1928 représente sa dernière saison à haut-niveau. Pour sa dernière sélection en équipe de France, il remporte le concours de la rencontre France - Italie - Suisse se déroulant à Colombes avec 3,72 m. Il décroche une 7e médaille nationale en devenant vice-champion de France du saut à la perche. Vautier franchit 3,75 m mais il s'incline après barrages face à Pierre Ramadier. En 1929, il est annoncé autour des pistes mais il n'apparaît pas aux championnats de France. On ne trouve plus de traces, ensuite, de ses apparitions autour des stades.

### Décès
Il meurt le 15 octobre 1979 à Saint-Aubin-sur-Gaillon à l'âge de 78 ans.

## Palmarès
| Date | Compétition            | Lieu     | Résultat | Épreuve          | Temps  |
| ---- | ---------------------- | -------- | -------- | ---------------- | ------ |
| 1922 | Championnats de France | Colombes | 1er      | Saut à la perche | 3,29 m |
| 1923 | Championnats de France | Paris    | 1er      | Saut à la perche | 3,52 m |
| 1924 | Championnats de France | Colombes | 1er      | Saut à la perche | 3,70 m |
| 1925 | Championnats de France | Colombes | 1er      | Saut à la perche | 3,60 m |
| 1926 | Championnats de France | Colombes | 1er      | Saut à la perche | 3,70 m |
| 1927 | Championnats de France | Colombes | 1er      | Saut à la perche | 3,65 m |
| 1928 | Championnats de France | Colombes | 2e       | Saut à la perche | 3,75 m |

| Date | Compétition                    | Lieu     | Résultat | Épreuve          | Temps  |
| ---- | ------------------------------ | -------- | -------- | ---------------- | ------ |
| 1922 | Match Suisse - France          | Genève   | 2e       | Saut à la perche | 3,50 m |
| 1923 | Match France - Belgique        | Paris    | 1er      | Saut à la perche | 3,70 m |
| 1923 | Match France - Suède           | Paris    | 2e       | Saut à la perche | 3,70 m |
| 1923 | Match Finlande - France        | Helsinki | 3e       | Saut à la perche | 3,30 m |
| 1924 | Jeux olympiques                | Paris    | 8e       | Saut à la perche | 3,55 m |
| 1925 | Match France - Belgique        | Colombes | 1er      | Saut à la perche | 3,50 m |
| 1926 | Match France - Suède           | Colombes | 2e       | Saut à la perche | 3,70 m |
| 1927 | Match France - Allemagne       | Colombes | 2e       | Saut à la perche | 3,60 m |
| 1928 | Match France - Italie - Suisse | Colombes | 1er      | Saut à la perche | 3,72 m |

## Records
| Épreuve          | Performance | Lieu    | Date         |
| ---------------- | ----------- | ------- | ------------ |
| Saut à la perche | 3,81 m      | Roubaix | 27 juin 1926 |